# Pternandra coerulescens
Pternandra coerulescens är en tvåhjärtbladig växtart som beskrevs av William Jack. Pternandra coerulescens ingår i släktet Pternandra och familjen Melastomataceae. Inga underarter finns listade i Catalogue of Life.